# Umm-El-Banine Assadoulaeff
Umm-El-Banine Assadoulaeff znana jako Banine (ur. 18 grudnia 1905 w Baku, zm. 23 października 1992 w Paryżu) – francuska pisarka pochodzenia azerbejdżańskiego.

## Życiorys
W młodym wieku wraz z ojcem przeprowadziła się do Stambułu, gdzie porzuciła męża, gdyż zmuszono ją do małżeństwa w wieku piętnastu lat, a następnie wyemigrowała do Francji w 1923. Tam jej znajomi, w tym Henry de Montherlant, Nikos Kazantzakis i André Malraux, nakłonili ją do opublikowania swoich prac. Banine poświęciła swoje późniejsze życie na przedstawienie historii i kultury Azerbejdżanu we Francji i Europie. Jej najbardziej znane dzieła to „Kaukaskie dni” i „Paryskie dni”. Banine, przyjaciółka niemieckiego pisarza Ernsta Jüngera i rosyjskiego Ivana Bunina, opowiada w nich o swoim nawróceniu na katolicyzm.
Przed śmiercią Banine opublikowała kilka artykułów na temat sytuacji w Azerbejdżanie. Zmarła w październiku 1992 roku. Jej nekrolog w gazecie Le Figaro nazwał ją „jedną z czołowych postaci, która przemierza stulecie, przyciągając niczym lodowiec wszystkie niezwykłe postacie swoich czasów”.